# Искусство маконде
Искусство макондо — под этим названием подразумевают в основном африканскую скульптуру или, реже, картины, созданные ремесленниками или художниками, принадлежащими к народу Маконде, проживающем на севере Мозамбика и юге Танзании, вдоль реки Рувума. Этот жанр африканского искусства можно подразделить на традиционные изделия и современные художественные произведения, появление которых относится к 1930-м годам, когда Культурном Центре дос Новос прошла первая задокументированная выставка искусства маконде.

## Традиционный и современный стили
В искусстве маконде можно выделить различные стили. Традиционно в племени создавались различные бытовые предметы, ритуальные фигуры и маски. После 1930-х годов на плато Макондо прибыли португальские колонизаторы и миссионеры. Они сразу же проявили большой интерес к местной резьбе по дереву и начали заказывать разные предметы, начиная от религиозных, до изображений «высокопоставленных лиц». Скульпторы маконде, заметив такой интерес, решили вырезать новые изделия, используя пау-прето (чёрное дерево, Diospyros ebenum) и пау-розу (разновидности Swartzia) вместо мягкой и недолговечной древесины, которую они использовали ранее. Этот первый контакт с западной культурой можно считать первым введением классического европейского стиля в традиционный стиль маконде.

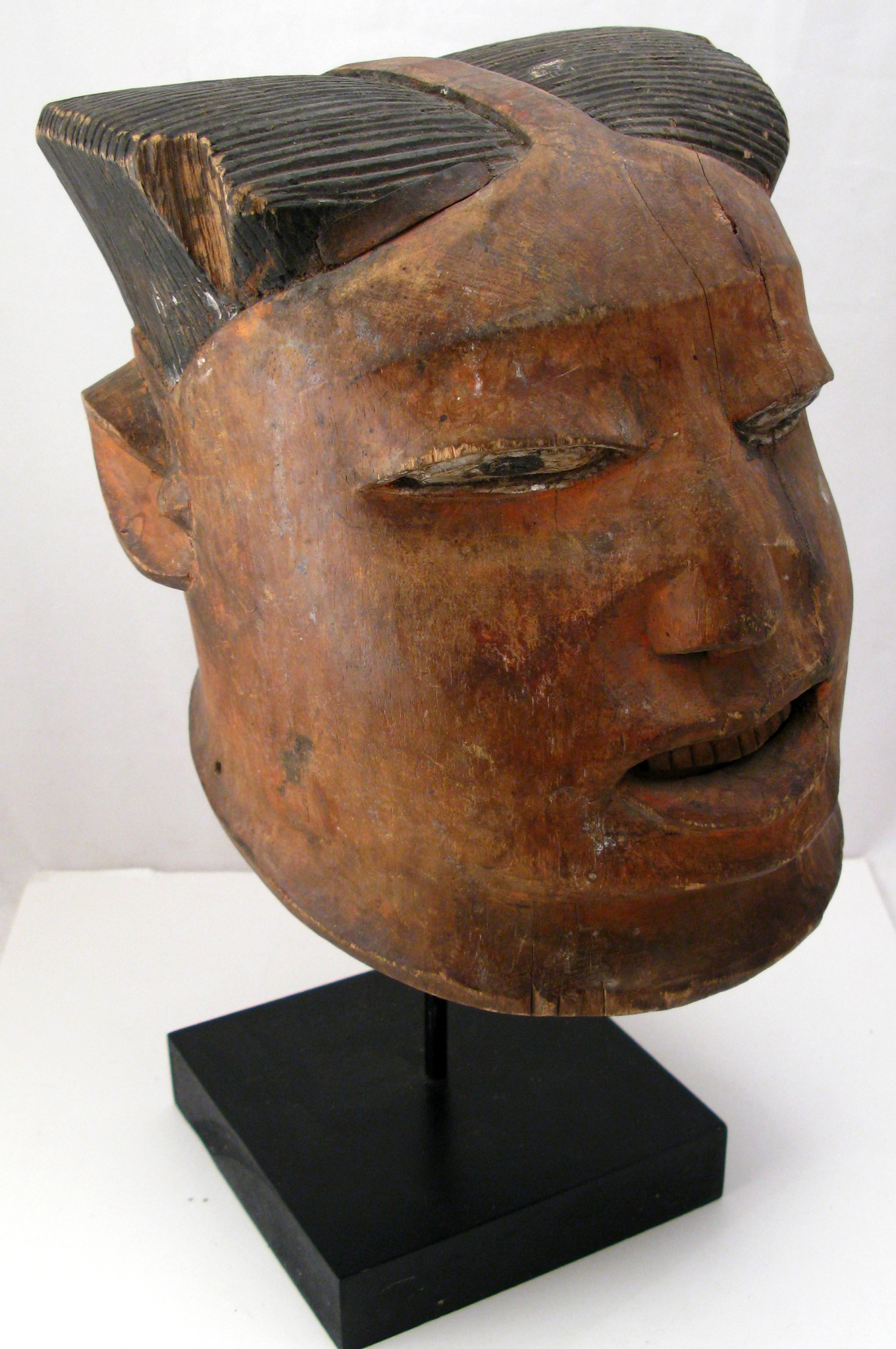
Маска маконде Липико

С 1930-х года развивается так называемое современное искусство маконде. Существенным шагом стало обращение к абстрактным фигурам, в основном изображающих духов Шетани. Этот стиль шетани был создан в начале 1950-х годов мастером резьбы по дереву Самаки Лианкоа, чей покровитель Мохамед Пира, куратор искусств, сыграл важную роль в  становлении современного искусства маконде. Некоторые скульпторы маконде, наиболее известный из которых — Джордж Лугвани, приняли полностью абстрактный стиль. Маконде также являются одними из самых известных художников Африки. Таким художником, получившим мировую известность, был Георг Лиланга.
Образец ритуального искусства маконде — это уникальные маски Мапико (в единственном числе: Липико), использовавшиеся в ритуалах ещё до установления контактов с миссионерами  в XIX веке. Эти маски тщательно вырезались из цельного куска светлого дерева (обычно сумауейра брава) и могли представлять как духов («шетани»), предков или живых персонажей (реальных или идеализированных). Танцор носит их так, чтобы видеть через рот маски или не сдвигая на лицо, так, чтобы маска становилась видна публике при наклоне головы вперёд.

## Глобализация
Искусство маконде — это интеграция устаревших методов обработки дерева и удовлетворения спроса на резьбу по дереву в современном мире. После создания португальскими войсками в годы Первой мировой войны системы дорог на плато между Танзанией и Мозамбиком, традиционное понятие этой практики стало меняться в сторону удовлетворения социальных и экономических требований. Бывшее некогда символом ритуального выражения, создаваемое исключительно мужчинами и скрытое от женщин, искусство маконде во многом изменилось под западным влиянием. Принудительный труд и налоги побудили многих мастеров из народа маконде расширить практику традиционной резьбы по дереву. Традиционно в центре творчества находились такие вещи, как инструменты и ритуальные маски Мапико, однако после создания дорожной системы колонизаторы и миссионеры начали поручать мастерам маконде создавать религиозные и символические скульптуры. Это способствовало возникновению в искусстве маконде стилей уджамаа, шетани и бинадаму.

## Виды искусства маконде

### Уджаама, или Древо жизни
Роберто Якобо Сангвани покинул свой родной Мозамбик и переехал в Танзанию в конце 150-х годов. С собой он принёс стиль искусства, формально известный как димоонго, что значит «мощь силы» или «древо жизни». Традиционно эти скульптуры изображали группу борцов, поддерживающих победителя. Постепенно смысл в изображении основной фигурки изменился, и она стала представлять главу племени, или другого человека в единстве с членами сообщества или семьи. Независимо от того, кто является центральной фигурой скульптуры, скульптуры этого стиля представляют собой одну центральную фигуру, окружённую и поддерживаемую другими фигурами. Эти фигуры иллюстрируют уджамаа (семейные узы) или отношения в обществе и демонстрируют лежащее в их основе почтение маконде к своим предкам или обществу.

### Шетани
Резьба по дереву в стиле шетани («дьявол» на суахили) является выражением мифологии маконде и их веры в духов. В этом стиле используется проявление таких потусторонних физических черт, как большие, искажённые черты лица или тела, а иногда и животных, чтобы изобразить потусторонний мир. Считается, что сущность шетани принимает пять форм: человек, млекопитающее, рыба, птица и рептилия. В некоторых скульптурах также присутствуют культурно значимые символы, такие как материнская грудь или калебасы, используемые для переноса воды.

### Биданаму
Биданаму, реалистический стиль, отображающий суть социальных ролей маконде. Наиболее распространены изображения курящих или выполняющих повседневную работу мужчин и женщин. Как только португальцы открыли местное искусство, зарубежный рынок резьбы по дереву, производимой мастерами маконде, стал процветать. Многие местные жители стали отдавать приоритет ремеслу и создавать фигурки, отображающие повседневную жизнь своего племени, чтобы удовлетворить спрос со стороны иностранцев

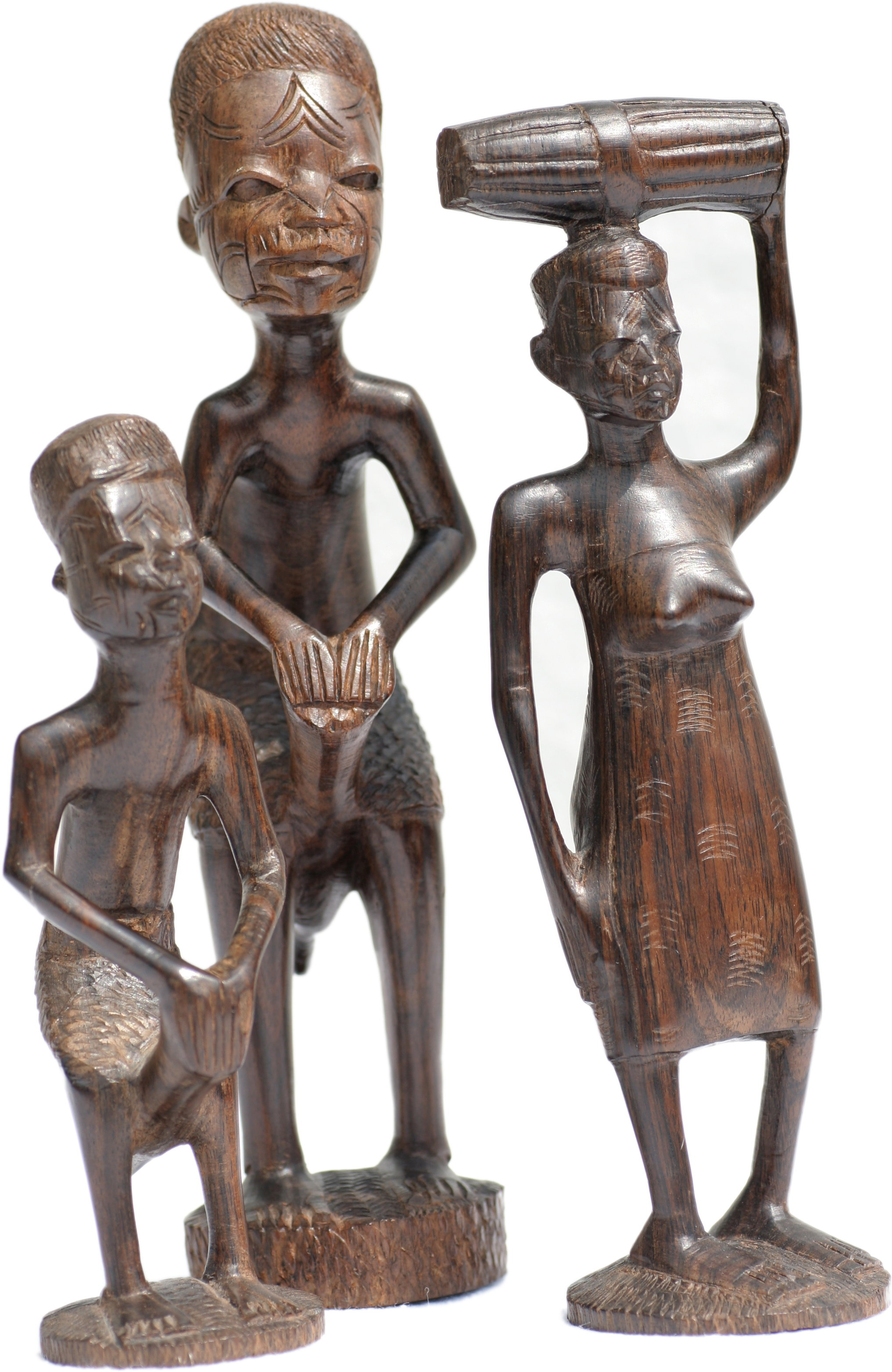
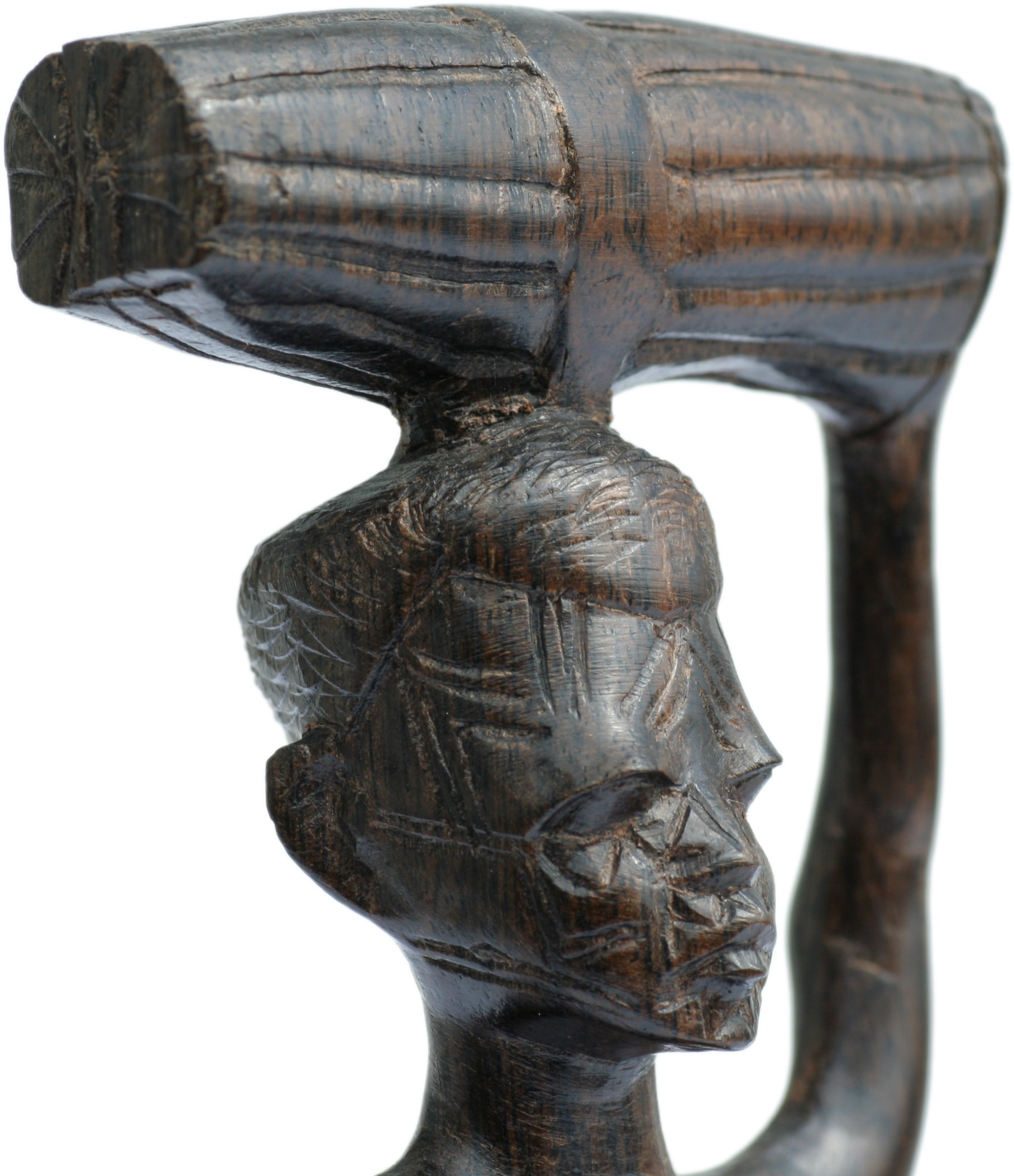
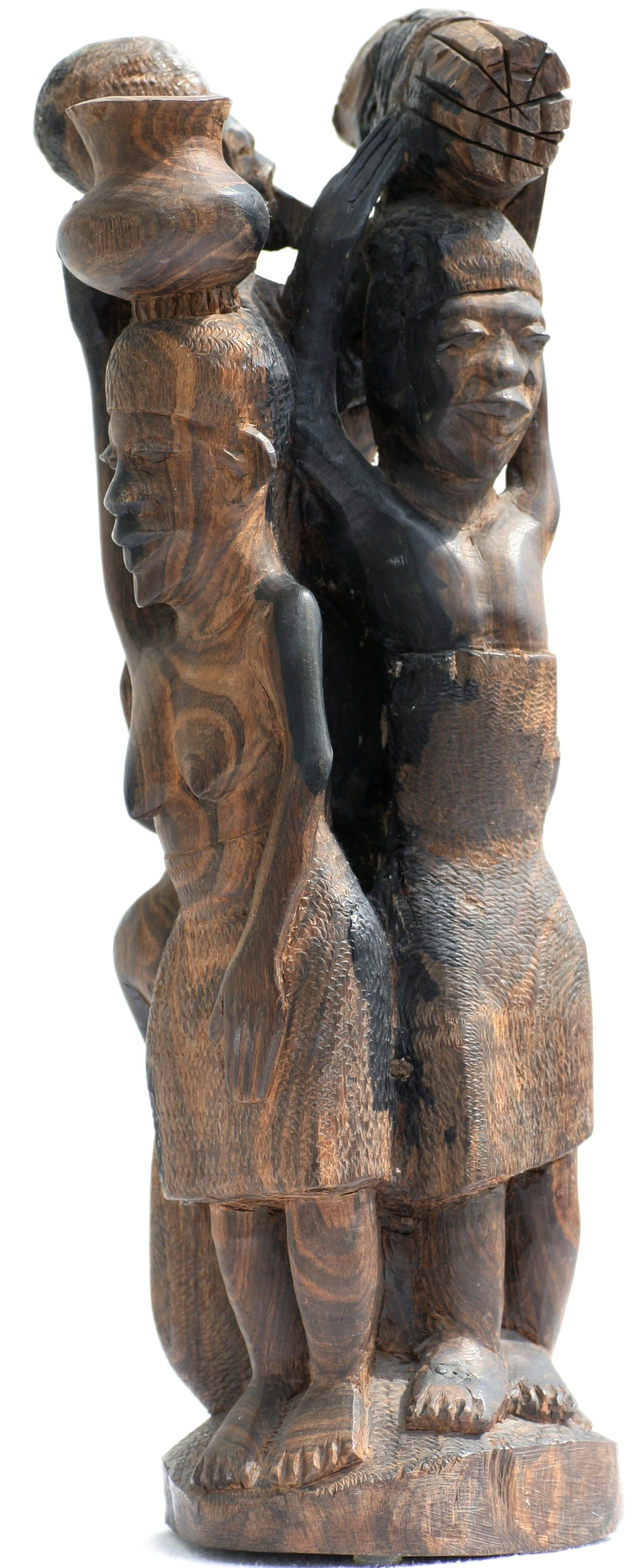
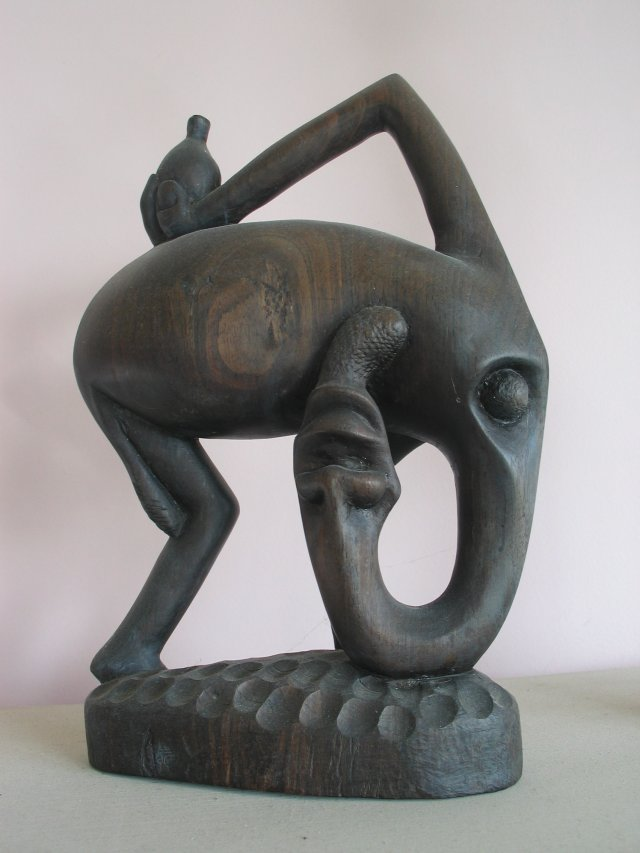
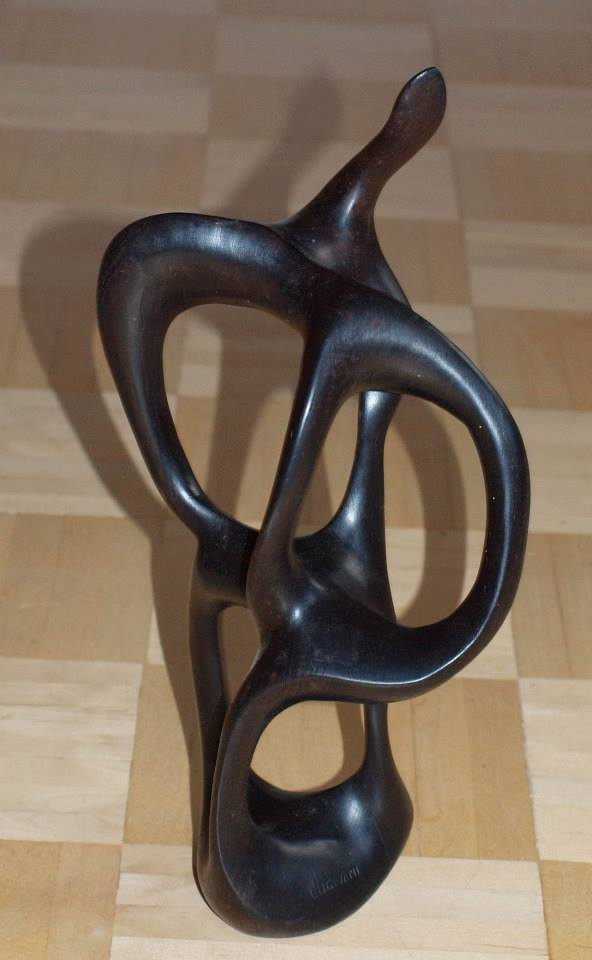
Абстрактная резьба Георга лугвани из мпинго

## Использование в обряде посвящения
Задолго до того, как резьба маконде получила коммерческую ценность, основной целью этого искусства было отображение злых духов во время обрядов инициации. Наиболее примечательным является посвящение мальчиков во взрослую жизнь, отмеченное обрезанием. В начале этого обряда исполняется ритуальный танец мапико. В этом танце есть три активных участника: танцор в маске, представляющий мертвеца, пришедшего преследовать деревню, Машапило, или злой дух, стремящийся распространить злобу и подорвать здоровье, и, наконец, юноша, переживающий переход в зрелость, который должен победить этих существ. Оба танцора в масках являются символическим воплощением зла, с которым предстоит столкнуться и победить мальчику, который вскоре станет мужчиной. После этого танца мальчика обрезает Мкукомела или «Молотобоец», проводящий весь ритуал. После обрезания мальчик удаляется из поселения, и проводит некоторое время с с другими мальчиками и мужчинами в укрытии под названием Ликумби. Наряду с исцелением мальчиков обучают их мужской роли в обществе. Существует физический переход включающий в себя обучение охоте и уходу за землёй. Также существует социальный переход при котором юношей учат добродетелям и морали, отношению к старшим и правильному ведению половой жизни. Как только мальчики исцеляются, Ликумби сжигают, а им присваивают новые имена. Резьба по дереву присутствует и во время инициации девушек, но на другой стадии, чем у юношей. Девушка превращается в женщину после ритуального танца и уединения, однако резьба по дереву появляется только после того, как она выйдет замуж: тогда она станет носить с собой деревянную куклу, способствующую плодовитости/